# Сердюков, Валерий Павлович
Вале́рий Па́влович Сердюко́в  (бел. Валерый Паўлавіч Сердзюкоў; род. 9 ноября 1945, Хорошевка, Гомельская область) — российский хозяйственный и государственный деятель, губернатор Ленинградской области (1998/1999—2012).

## Биография
Валерий Павлович Сердюков родился 9 ноября 1945 года в деревне Хорошевка Холочского сельсовета (бел. Халоцкі сельсавет) Чечерского района Гомельской области Белорусской ССР, ныне деревня входит в Широковский сельсовет Буда-Кошелёвского района той же области Республики Беларусь.
Окончив школу, работал геодезистом в Якутии.
Прошёл службу в Советской армии.
С 1962 года был рабочим завода «Гомсельмаш», с 1967 года работал в «Воркутауголь».
С 1970 года находился на комсомольской и партийной работе, дослужился до должности первого секретаря Воркутинского горкома КПСС, избирался депутатом Государственного Совета Республики Коми, Воркутинского городского совета народных депутатов.
В 1987 году окончил Ленинградский горный институт имени Плеханова.
С 1990 года заместитель генерального директора объединения «Воркутауголь».
Кандидат экономических наук.
В 1996 году был назначен вице-губернатором Ленинградской области по промышленности, топливно-энергетическому, лесному комплексу и природопользованию.
В 1998 году — первый вице-губернатор Ленинградской области.
С 21 сентября 1998 по 19 сентября 1999 года исполнял обязанности губернатора Ленинградской области, так как губернатор Вадим Густов был назначен заместителем Председателя Правительства Российской Федерации.
19 сентября 1999 года избран губернатором Ленинградской области, победив своего бывшего руководителя Вадима Густова, 21 сентября 2003 года переизбран на второй срок.
2 ноября 2005 года вступил в партию «Единая Россия».
Член Государственного совета Российской Федерации. С 17 сентября 2001 по 13 марта 2002 и с 16 марта по 25 сентября 2007 — член президиума Государственного совета Российской Федерации.
21 июня 2007 года поставил перед Президентом Владимиром Путиным вопрос о доверии. 6 июля Владимир Путин внёс кандидатуру Сердюкова на утверждение в должности губернатора Ленинградской области. 9 июля 2007 года он был утверждён в этой должности депутатами Законодательного собрания и официально вступил в должность.
11 мая 2012 года Президент России Владимир Путин принял отставку Валерия Сердюкова с поста губернатора Ленинградской области; указ вступил в силу 28 мая 2012 года.
С 2012 года входит в совет директоров ПАО «Газпром-нефть». 
19 мая 2023 года, на фоне вторжения России на Украину, Сердюков включён в санкционный список Великобритании, так как он входит в совет директоров ПАО «Газпром-нефть», осуществляющего деятельность в секторе стратегического значения для Правительства России.

## Доходы и собственность
В 2006 году доходы Валерия Сердюкова составили 1,4 млн рублей.
На тот период в собственности у него находились:
- 18 миллионов рублей на счетах в банках
- 3 земельных участка в Ленинградской области общей площадью 50 тыс. м²
- загородный дом в Ленинградской области площадью 293 м²
- 2 квартиры в Санкт-Петербурге площадью 91 и 121 м².
- крытый мост
- ротонда
- 2 беседки
- дом лодочника
- оздоровительный комплекс.

Обнародовать свои доходы за 2008 год Сердюков отказался.

## Награды и звания
- Орден «За заслуги перед Отечеством» III степени (9 ноября 2005) — за большой вклад в социально-экономическое развитие области (Ленинградской) и многолетнюю добросовестную работу[12]
- Орден Почёта (10 ноября 2000) — за большой вклад в социально-экономическое развитие области (Ленинградской) и многолетний добросовестный труд[13]
- Орден Дружбы (30 сентября 2012) — за достигнутые трудовые успехи и многолетнюю добросовестную работу[14]
- Орден Трудовой Славы III степени
- Медаль «В память 300-летия Санкт-Петербурга» (2003)
- Орден «За заслуги» III степени (Украина, 2002)
- Орден Почёта (15 ноября 2005, Белоруссия) — за заслуги в развитии торгово-экономических связей между Республикой Беларусь и Российской Федерацией[15]
- Офицер ордена Заслуг перед Республикой Польша (28 октября 2008, Польша) — за выдающийся вклад в развитие польско-российского регионального сотрудничества[16].
- Орден «За гражданские заслуги» (Испания, 2006)[17]
- Орден святого благоверного князя Даниила Московского II степени (РПЦ, 2001)
- Орден Св. Андрея Рублёва II степени (РПЦ, 2002)
- Орден святого преподобного Серафима Саровского II степени (РПЦ, 2005)
- Медаль «В ознаменование 100-летия агентства ИТАР — ТАСС» (2007)
- Благодарность Президента Российской Федерации (31 июля 2002 года) — за заслуги в социально-экономическом развитии области[18]
- Почётная грамота Правительства Российской Федерации (9 ноября 2005 года) — за большой личный вклад в социально-экономическое развитие Ленинградской области и многолетний добросовестный труд[19]
- Почётный работник угольной промышленности (1995)
- Лауреат национальной премии бизнес-репутации «Дарин» Российской Академии бизнеса и предпринимательства в 2004 г.
- Нагрудные знаки «Шахтёрская слава» I и II степеней (1991, 1994)
- Почётный гражданин Ленинградской области, (2010)[20]
- Наградное оружие (2006)[21]
- Полковник запаса